# Manifest Tyranny
Manifest Tyranny è il quinto album discografico (il quarto in studio) del gruppo progressive metal svedese Andromeda, pubblicato nel 2011.

## Tracce
1. Preemptive Strike – 2:32
2. Lies 'R' Us – 5:19
3. Stay Unaware – 6:21
4. Survival of the Richest – 6:02
5. False Flag – 9:38
6. Chosen By God – 4:35
7. Asylum – 7:03
8. Play Dead – 7:47
9. Go Back to Sleep – 7:40
10. Antidote – 7:02

## Formazione
- Johan Reinholdz – chitarre
- David Fremberg – voce
- Fabian Gustavsson – basso
- Martin Hedin – tastiere
- Thomas Lejon – batteria